# Accordo di Pittsburgh

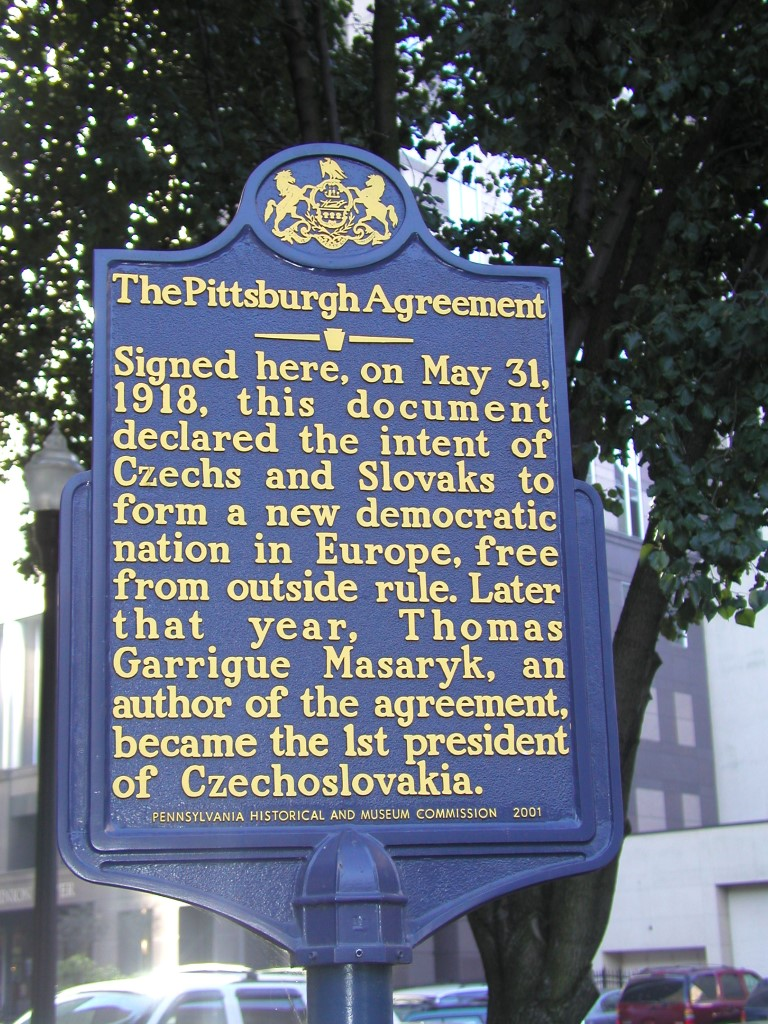
Targa commemorativa dell'accordo di Pittsburgh

L'accordo di Pittsburgh è stato un memorandum d'intesa completato il 31 maggio 1918 tra i membri delle comunità di espatriati cechi e slovacchi negli Stati Uniti d'America. Prende il nome dalla città di Pittsburgh, in Pennsylvania, dove è stato stipulato l'accordo, che prescriveva l'intento dei cofirmatari di creare una Cecoslovacchia indipendente. Ciò fu raggiunto il 18 ottobre 1918, quando il principale autore dell'accordo, Tomáš Garrigue Masaryk, dichiarò l'indipendenza della Cecoslovacchia. Masaryk fu eletto primo presidente della Cecoslovacchia nel novembre 1918.

## Scenario
L'ambientazione storica dell'accordo di Pittsburgh fu l'imminente dissoluzione dell'Impero austro-ungarico nei mesi precedenti la fine della prima guerra mondiale. Nel settembre 1918 era evidente che le forze della monarchia asburgica, i governanti dell'Austria-Ungheria, sarebbero stati sconfitti dagli Alleati: Gran Bretagna, Francia e Russia. Tra il 1860 e il 1918, quasi un milione di persone di etnia slovacca e ceca emigrarono negli Stati Uniti e in altre nazioni. All'epoca, questi immigrati erano ufficialmente registrati come austriaci o ungheresi (magiari), il che non rifletteva la loro origine etnica. Gli Stati Uniti consentirono ai gruppi nazionalisti cechi e slovacchi di formarsi e operare. Il 22 ottobre 1915, alla Bohemian National Hall di Broadway, Cleveland, Ohio, la Slovak League of America e la Bohemian (Czech) National Alliance firmarono l'Accordo di Cleveland. Con questo, i due gruppi avevano deciso di lavorare insieme verso uno stato unito e indipendente per cechi e slovacchi. L'unione dei gruppi di popolazione ceca e slovacca aiutò gli slovacchi a staccarsi dallo stato ungherese dell'impero austro-ungarico e a creare uno stato con una chiara maggioranza slava per superare la grande popolazione di lingua tedesca della Boemia.

## Riunione
Venerdì 31 maggio 1918, fu convocata una riunione del Consiglio nazionale ceco-slovacco sotto la presidenza di Tomáš Garrigue Masaryk,  presso il Loyal Order of Moose Building, 628-634 Penn Avenue, Pittsburgh, Contea di Allegheny, Pennsylvania, Stati Uniti d'America. Erano presenti rappresentanti di organizzazioni fraterne tra cui la Slovak League of America; la Federazione nazionale ceca, la Prima Lega evangelica slovacca e l'Associazione dei cattolici cechi. Queste associazioni rappresentavano gli immigrati in America dalla Boemia, dalla Moravia, dalla Slovacchia e dalla Slesia ceca. Giovedì 30 maggio 1918, il giorno festivo del Memorial Day vide molti residenti cechi e slovacchi di Pittsburgh andare in centro per festeggiare l'arrivo di Masaryk).
Il documento firmato riportava la data del 30 maggio 1918.

## Accordo
Venne redatto un accordo che recitava:
"1. Approviamo (sanzioniamo) il programma politico, che si sforza di realizzare un'Unione dei cechi e degli slovacchi in uno stato indipendente comprendente le terre ceche (le terre della corona boema) e la Slovacchia.
2. La Slovacchia avrà la sua amministrazione, il suo parlamento e i suoi tribunali".
3. La lingua slovacca sarà la lingua ufficiale nelle scuole e nella vita pubblica in generale (in Slovacchia).
4. Lo Stato cecoslovacco sarà una repubblica, la sua Costituzione sarà democratica.
5. L'organizzazione della collaborazione dei cechi e degli slovacchi negli Stati Uniti sarà ampliata e adattata in base alle esigenze e all'evolversi della situazione, di comune accordo.
6. Le regole dettagliate relative all'organizzazione dello Stato ceco-slovacco sono lasciate ai cechi e agli slovacchi liberati e ai loro rappresentanti legali (da stabilire)."

## Firmatari

### Slovacchi

#### Ivan Bielek (1886-1941)
Bielek, nato in Slovacchia, è stato vicepresidente e direttore della Czecho Slovak Commercial Corp. of America, una società di importazione fondata nel 1918.

#### Michal Bosak (1869-1937)
Bosák, nato a Okruhle, in Slovacchia, era un banchiere e un agente marittimo che, durante la prima guerra mondiale, raccolse fondi per la campagna per una nazione slovacca indipendente.

#### Ivan Daxner (1860-1938)
Daxner era nato a Nagykallo, figlio dell'attivista politico Stefan Marko Daxner. Divenne banchiere e continuò questa professione emigrando negli Stati Uniti. Divenne segretario esecutivo della Slovak League of America. Egli disse:
"Lontano dai magiari, ma non nella sottomissione ceca; vogliamo unirci ai cechi alla pari".

#### Ján Adolf Ferienčík (1863-1925)
Ferienčík era l'editore di Slovenský hlásnik (Slovak Herald), la pubblicazione settimanale dell'Unione evangelica slava d'America.

#### Ignac Gessay (1874-1928)
Gessay, nato nella regione di Orava, in Slovacchia, da una famiglia di contadini, era diventato un insegnante di scuola prima di emigrare negli Stati Uniti. Negli Stati Uniti ha lavorato come giornalista con Ján Pankúch.

#### Milan Alexander Getting (1878-1951)
Milan Getting era un giornalista e politico slovacco e in seguito un diplomatico. Emigrò negli Stati Uniti nel 1902. Era un editore del quotidiano slovacco Sokol.

#### Jozef Hušek (1880-1947)
Husek era nato a Okolicne, in Slovacchia, cattolico. Emigrò negli Stati Uniti nel 1903 e lavorò nel giornalismo e nella Slovak League of America.

#### Ján Janček Jr. (1881–1933)
Janček, nato a Ruzomberok, in Slovacchia, era uno scrittore e redattore di notizie e in seguito un politico e sindaco di Ruzomberok.

#### Ján Kubašek (1885-1950)
Il rev. Kubašek emigrò dalla Slovacchia a Yonkers, negli Stati Uniti nel 1902 e fu ordinato sacerdote nel 1914. Divenne presidente dell'Associazione dei cattolici slovacchi.

#### Albert Mamatey (1870-1923)
Mamatey, nato a Kláštor pod Znievom, in Slovacchia, è stato il presidente della National Slovak Society e della Slovak League of America. Ha sostenuto la conservazione della cultura slovacca mentre aiutava anche gli immigrati slovacchi ad essere ben considerati nella loro nuova terra.

#### Jozef Murgaš (1864-1929)
Il rev. Murgaš era un prete cattolico nato a Tajov, in Slovacchia. Nel 1896 emigrò negli Stati Uniti in una parrocchia slovacca a Wilkes-Barre, in Pennsylvania. È stato uno dei membri fondatori della Slovak League of America.

#### Ján Pankuch (1869–1951)
Pankúch emigrò dalla Slovacchia negli Stati Uniti nel 1885 e lavorò per la Slovak League of America. Era un giornalista a Cleveland, Ohio.

#### Andrej Schustek
Schustek era presidente del primo distretto della Slovak League of America. A Chicago, in occasione del secondo anniversario dell'indipendenza della Cecoslovacchia, disse:
"Ci hanno assicurato, i boemi, che ogni slovacco è un nostro fratello sincero, figlio di una madre: la Slovacchia. Hanno fatto riferimento al fatto, spesso trascurato, che fino a poco tempo fa gli slovacchi non avevano le proprie scuole, che fin dall'infanzia sono stati educati ad odiare i boemi e tutto ciò che è slavo. Pertanto, non sorprende che molti di loro siano ancora oggi contro di noi, specialmente quando sono continuamente istigati da agenti assunti o volontari."

#### Pavel Šiška
Il rev. Šiška era il segretario finanziario della Slovak League of America.

### Cechi

#### Vojta Beneš (1878–1951)
Beneš era nato a Kožlany, fratello di Edvard Beneš. Vojta Beneš era un organizzatore della Bohemian National Alliance of America. Nel 1917 pubblicò How Bohemians Organized, riflettendo il movimento nazionalista.

#### Hynek Dostál (1871-1943)
Dostál era l'editore del giornale Hlas di Saint Louis e l'editore del giornale della Cappella di San Giovanni Nepomuceno, il primo giornale cattolico ceco negli Stati Uniti.

#### Ludvik Fisher (1880-1945)
Fisher era presidente dell'Alleanza nazionale ceca.

#### Innocent Kestl
Il rev. Kestl era un prete cattolico ceco che divenne vicepresidente del Consiglio nazionale cecoslovacco.

#### Josef Martínek (1889-1980)
Martinek, nato vicino a Praga, emigrò a Cleveland, Ohio, come operaio metalmeccanico. Divenne redattore di giornali, socialista e nazionalista ceco.

#### Tomáš Garrigue Masaryk (1850-1937)
Masaryk era un membro del governo austriaco e un filosofo all'Università di Praga. Fu fondamentale per garantire l'indipendenza del popolo ceco e divenne presidente della Cecoslovacchia.

#### Karel Pergler (1882-1954)
Pergler, nato a Liblin, in Boemia, emigrò negli Stati Uniti durante l'infanzia. Divenne avvocato e giornalista. Pergler era a capo dell'Ufficio stampa slavo (fondato nel maggio 1918) e faceva parte dell'Alleanza nazionale boema e del capitolo boemo del Partito socialista d'America. In seguito divenne ambasciatore cecoslovacco negli Stati Uniti.

#### Oldřich Zlámal (1879–1955)
Il rev. Zlámal era nato a Korkory, Moravia. Fu ordinato nella Chiesa cattolica a Cleveland, Ohio nel 1904.

#### Jaroslav Joseph Zmrhal (1878–1951)
Zmrhal era preside e sovrintendente nel sistema delle scuole pubbliche di Chicago.

## Risultato
Il 18 ottobre 1918, un governo provvisorio ceco a Parigi annunciò la Dichiarazione di indipendenza cecoslovacca.

## Archivio
Dopo l'incontro è stata firmata una litografia calligrafica dell'accordo. Il 9 settembre 2007, l'oggetto è stato donato al John Heinz History Center di Pittsburgh. Altre copie sono archiviate altrove in tutto il mondo.